# Parco regionale dei Colli Euganei
Il parco regionale dei Colli Euganei è un'area naturale protetta che si trova in provincia di Padova nella regione Veneto, istituito con L.R. 10.10.1989 n.38, e comprendente, totalmente o in parte, 15 Comuni su una superficie di 18.694 ettari.
In esso sono presenti i maggiori rilievi collinari della Pianura Padana che si ergono, nettamente isolati, a sud-ovest di Padova, raggiungendo la massima elevazione di 601 m con il Monte Venda. Il parco copre territori di genesi vulcanica ed è conosciuto anche per la sua localizzazione come zona termale, tra i comuni che fanno parte del parco infatti si trovano le stazioni termali di Abano Terme, Montegrotto Terme, Galzignano Terme e Battaglia Terme.